# Kriejsier (1821)
Kriejsier (ros.: Крейсер) – rosyjska fregata żaglowa z XIX wieku, znana z odbycia w latach 1822–1825 rejsu dookoła świata, pod dowództwem Michaiła Łazariewa.
"Kriejsier" należał do serii ośmiu fregat żaglowych, określanych czasem jako typ Prowornyj (Проворный), zaprojektowanych przez A. M. Kuroczkina i budowanych w stoczniach Archangielska i Petersburga. Konstrukcję "Kriejsiera" rozpoczęto w stoczni Sołombalskiej w Archangielsku 11 czerwca 1820 roku, wodowanie odbyło się 18 maja roku następnego. Następnie fregata przeszła na Morze Bałtyckie, wchodząc w skład Floty Bałtyckiej.
W 1822 roku podjęto decyzję o wysłaniu okrętu na Ocean Spokojny, celem dostarczenia zaopatrzenia do Nowoarchangielska na rosyjskiej Alasce. Dowódcą wyprawy mianowano kapitana II rangi Michaiła Łazariewa, doświadczonego żeglarza i podróżnika. Towarzyszyć mu miał mniejszy, 20-działowy szkuner "Ładoga", dowodzony przez jego starszego brata, kapitan-lejtnanta Andrieja Łazariewa. W gestii dowódcy pozostawał dobór obsady oficerskiej. Zgodnie z jego decyzją, w skład załogi "Kriejsiera" weszli oficerowie znani mu z poprzednich rejsów oraz młodzi obiecujący marynarze. Byli wśród nich między innymi: przyszli admirałowie Paweł Nachimow, Iwan Kuprijanow i Jewfimij Putiatin; dekabryści Dmitrij Zawaliszin i Fiodor Wiszniewskij; uczestnik wyprawy Bellinghausena na Antarktydę Michaił Annienkow, którego imieniem została nazwana wyspa u wybrzeży Georgii Południowej czy Aleksandr Domaszenko, który w 1827 roku utonął ratując marynarza z liniowca "Azow" u brzegów Sycylii i którego bohaterstwo zostało później uhonorowane pomnikiem ustawionym na nabrzeżu w Kronsztadzie.
Obydwa okręty wyszły w rejs 17 sierpnia 1822 roku. Razem przepłynęły Bałtyk, zawijając dla uzupełnienia zapasów do Kopenhagi. Silny sztorm, który napotkały w Skagerraku, rozdzielił je. "Kriejsier", który okazał się jednostką o doskonałych własnościach żeglugowych, dotarł do Portsmouth 4 października, "Ładoga", która straciła w sztormie fokmaszt, dwa dni później. Niesprzyjające wiatry zatrzymały wyprawę w porcie aż do ostatnich dni listopada. Następnie, przez Teneryfę popłynęły do Rio de Janeiro, po czym obrały kurs na południowy wschód, opływając Przylądek Dobrej Nadziei w drodze do Hobart na Tasmanii, gdzie dotarły 18 maja 1823 roku. Po kilkutygodniowym odpoczynku Łazariew skierował się na Tahiti, gdzie uzupełnił zapasy świeżej żywności i wody. 24 lipca okręty rozdzieliły się. Zgodnie z planem "Kriejsier" popłynął do Nowoarchangielska na Alasce, zaś "Ładoga" do Pietropawłowska Kamczackiego.
31 lipca fregata przecięła równik, a 3 września dotarła do rosyjskich posiadłości w Ameryce. Miała tam pozostać przez pewien czas, dla zapewnienia bezpieczeństwa kolonii, zmieniając przy wykonywaniu tego zadania załogę szkunera "Apollon", powracającego do Rosji. Pomiędzy grudniem 1823 a lutym 1824 roku Łazariew odbył rejs do San Francisco dla uzupełnienia zapasów i poczynienia niezbędnych zakupów. Później pozostawał pod rozkazami rosyjskiego gubernatora aż do przybycia w połowie października 1824 roku szkunera "Priedprijatie", dowodzonego przez Otto Kotzebue. 16 października Łazariew odpłynął do San Francisco, gdzie dotarł 21 listopada. Pozostał tam przez następny miesiąc, przygotowując swój okręt i załogę do dalszej podróży wokół przylądka Horn.
Po 93 dniach rejsu bez zawijania do portów i opłynięciu południowego cypla Ameryki, "Kriejsier" zawinął do Rio de Janeiro, by następnie przez Portsmouth i Kopenhagę powrócić 5 sierpnia 1825 roku do Kronsztadu. Opis rejsu i obserwacji poczynionych w czasie jego trwania został opublikowany pod tytułem "Метеорологические наблюдения, производившиеся во время кругосветного плавания фрегата «Крейсер» под командованием капитана 2 ранга Лазарева 1-го в 1822, 1823, 1824, 1825 годах".
Podczas kolejnych lat służby fregata odbyła jeszcze jeden dłuższy rejs, w składzie eskadry admirała Sieniawina, do Portsmouth w 1827 roku. Nie weszła jednak do zespołu admirała Haydena, który udał się na Morze Śródziemne i wziął udział w bitwie pod Navarino. Po powrocie do Kronsztadu pełniła przez kilka lat funkcję okrętu szkolnego i pływającej baterii, w 1831 roku została wycofana z linii i przekształcona w hulk magazynowy.